# エレナ・パヴロヴナ (ロシア大公妃)
エレナ・パヴロヴナ（ロシア語: Елена Павловна, ラテン文字転写: Elena Pavlovna, 1807年1月9日 - 1873年2月2日）は、ロシアの皇族、ロシア大公妃。パーヴェル1世の四男ミハイル・パヴロヴィチ大公の妻。

## 生涯
ヴュルテンベルク王フリードリヒ1世の次男パウル王子と、その妃であるカタリーナ・シャルロッテ・フォン・ザクセン＝ヒルトブルクハウゼンの長女として、シュトゥットガルトで生まれた。ドイツ語名はフリーデリケ・シャルロッテ・マリー（Friederike Charlotte Marie Prinzessin von Württemberg）。子供の頃、父に連れられ妹パウリーネとパリで暮らした。彼女らの一家は、他の王家と比べれば格段に堅苦しさがなく、彼女もパリで知識階級の人々から教育を受けた。
1822年、父親の従弟に当たるロシア皇帝の弟ミハイル大公と婚約。彼女は、15歳という年齢にしては大人びて特段に優れた少女であるといわれていた。ミハイルは、彼女の美貌と釣り合いのとれた人格に明らかに感銘を受け、彼女は会話を交わした人々を魅了したという。1823年、結婚に先立って正教に改宗し、エレナ・パヴロヴナと改名。1824年2月20日、サンクトペテルブルクで2人は結婚し、ミハイロフスキー宮殿に住んだ。皇太后マリア・フョードロヴナが1828年に亡くなると、皇太后の愛したパヴロフスク宮殿は、しばしば訪問していたミハイル夫妻のものとなった。2人の結婚は幸福なものではなかった。ミハイルは己の情熱を軍務にのみ注ぎ、エレナを放任していた。それにもかかわらず、夫妻には5人の子供が生まれた。
エレナは義兄アレクサンドル1世夫妻と親しかった。義理の甥アレクサンドル（のちの皇帝アレクサンドル2世）の妃で、内向的なマリア・アレクサンドロヴナとも瞬く間にうち解け、友人となった。1849年にミハイルと死別すると、彼女はいくつもの慈善団体や芸術家たちの支援者となった。エレナはロシア音楽協会およびサンクトペテルブルク音楽院の設立者の一人であり、ロシアでの赤十字社の前身となった尼僧による看護会を設立した。

## 子女
- マリア（1825年 - 1846年）
- エリザヴェータ（1826年 - 1845年） - ナッサウ公アドルフと結婚
- エカチェリーナ（1827年 - 1894年） - メクレンブルク＝シュトレーリッツ公子ゲオルク・アウグストと結婚
- アレクサンドラ（1831年 - 1832年）
- アンナ（1834年 - 1836年）